# Pace

Simbolo della pace creato nel 1958 da un artista e designer britannico, Gerald Holtom, come simbolo della Campagna per il Disarmo Nucleare per diventare poi simbolo dell'antimilitarismo negli anni sessanta. Rappresenta la sovrapposizione delle lettere N e D (Nuclear Disarmament) dell'alfabeto semaforico.

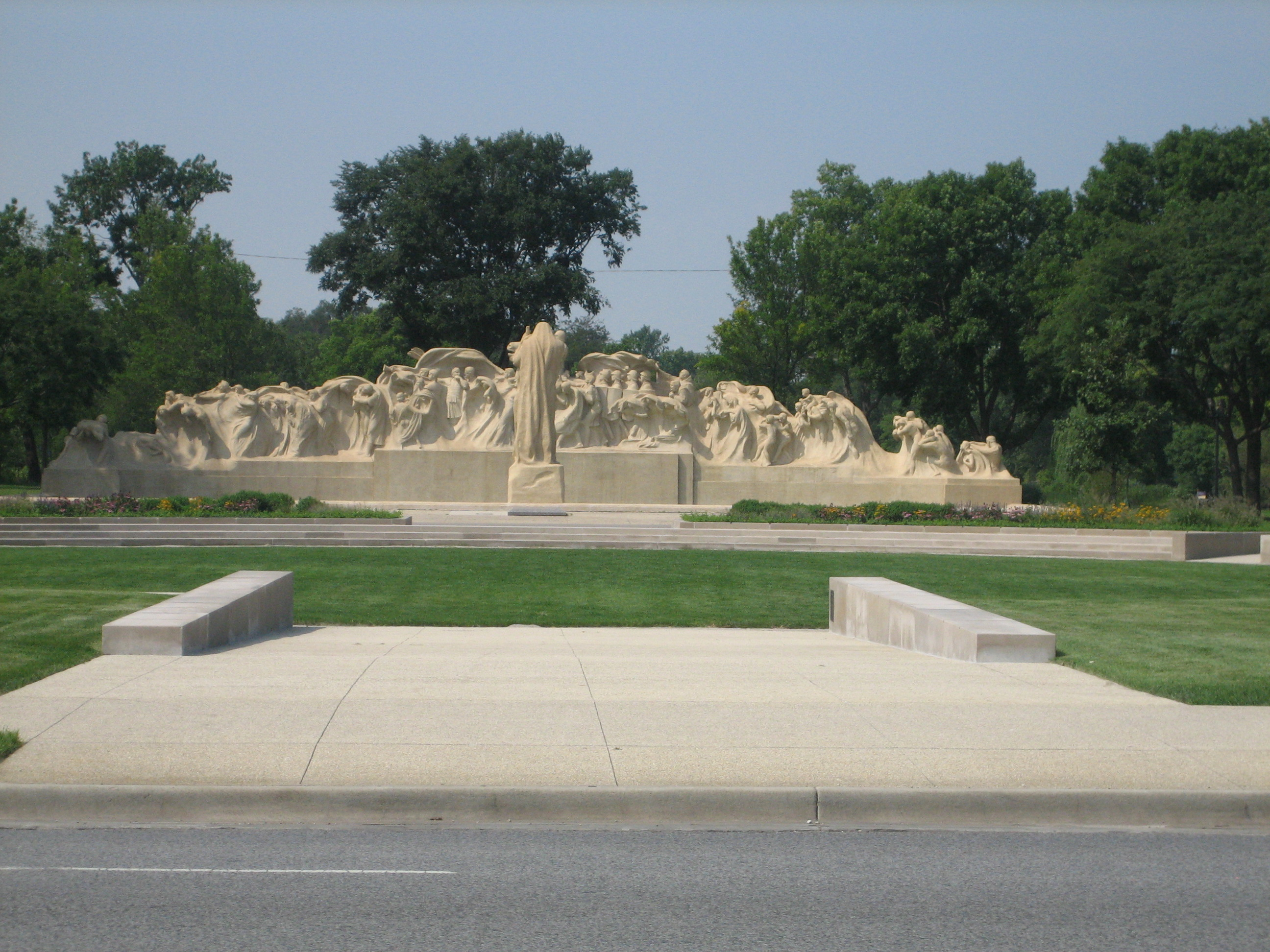
La Fontana del Tempo onora i primi 100 anni di pace tra il Regno Unito e gli Stati Uniti d'America risultanti dalla firma del trattato di Gand del 1814

La pace è una condizione sociale, relazionale, politica (per estensione anche personale ovvero intraindividuale, o eventualmente legata ad altri contesti), caratterizzata dalla presenza di condivisa armonia e contemporanea assenza di tensioni e conflitti.
La pace che si instaura tra due nazioni in seguito a una guerra può trarre origine dalla cessazione del conflitto per comune accordo fra le nazioni coinvolte oppure essere imposta quando il suo mantenimento è possibile sotto il rispetto di condizioni dettate dalla nazione che ha vinto il conflitto o quando la superiorità di una delle parti è tale da scongiurare qualsiasi azione di rivolta da parte della nazione in condizione di inferiorità.
Il termine deriva dal latino pax (il quale a sua volta si fa derivare dalla radice indoeuropea pak-, pag- fissare, pattuire, legare, unire, saldare; alla quale sono legate anche pagare e pacare) ed è il contrapposto di bellum (guerra) in senso politico e sociologico, ovvero dello stato dei rapporti tra individui o gruppi di individui.
Trattandosi di uno dei concetti più antichi e profondi in senso antropologico, il termine ha assunto significati più estensivi e generali, compresi verbi come "appacificare" e "rappacificare", con i relativi riflessivi: "appacificarsi" e "rappacificarsi".
Per ulteriore estensione semantica, il concetto di pace come "non-turbamento" è poi passato dai campi sociologico e politico a quello individuale in senso spiccatamente psicologico, assumendo il significato di pace dell'anima o pace interiore, ovvero uno stato di quiete o tranquillità dell'animo umano percepita come assenza di turbamenti e agitazione. Tale pace interiore (o dell'animo) ben risponde agli antichi concetti di eutimìa (in Democrito), di aponìa (in Epicuro), di atarassia (negli stoici), di eireneusi in etiche recenti.
Più specificatamente, la pace viene considerata (o dovrebbe essere considerata, secondo l'opinione corrente) un valore universalmente riconosciuto che sia in grado di superare qualsiasi barriera sociale e/o religiosa e ogni pregiudizio ideologico, in modo da evitare situazioni di conflitto fra due o più persone, due o più gruppi, due o più nazioni, due o più religioni.

## Filosofia

### Antica Grecia

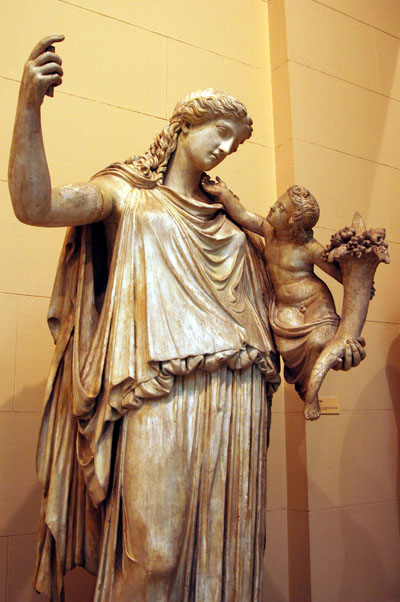
Rappresentazione scultorea di Eirene, dea greca della pace, e il piccolo Pluto

Nel mondo greco antico la pace non era da intendersi come la semplice astensione dal conflitto militare o una sua cessazione, ma veniva sempre strettamente associata a concetti che ne esprimono bene le altre dimensioni citate: tale associazione è presente già in età arcaica quando, in Esiodo, la sua personificazione, Eirene, è associata a Eunomia (il buon governo) e a Diche (giustizia), tutte figure delle Ore figlie di Temi. Interessante è anche l'associazione con Pluto, che, in braccio a Eirene e con sembianze di bambino, personifica l'abbondanza recata dalla pace. L'iconografia è famosa per una raffigurazione di Cefisodoto il Vecchio, padre di Prassitele, una cui statua, posta sull'acropoli di Atene, offriva la scena del bambino portato in braccio che accarezzava il volto della dea. Una significativa ripresa è nella commedia Eirene di Aristofane il quale scrisse anche la commedia Lisistrata, una protesta delle donne elleniche contro la guerra al tempo della guerra del Peloponneso.
Secondo il filosofo Eraclito non può esistere una pace totale, assoluta ed eterna. Esiste una pace perché prima si è verificata una guerra, e la contrapposizione tra la pace e la guerra crea l'armonia nel divenire. La guerra, in quanto idea massima di distruzione, viene intesa come indispensabile strumento del divenire, e quindi del progresso: "Polemos (la guerra) è padre di tutte le cose".
In Platone il mantenimento dell'ordine e della pace all'interno della polis dipende da vari fattori, uno dei quali è la guerra. Essa non è un concetto negativo o condannabile ma un elemento che partecipa dell'attività di governo e quindi un lato necessario dell'arte politica. Platone sottolinea la naturalità e, quindi, la non eliminabilità definitiva della guerra.
Il concetto platonico esprime una tipica ottica globale, che non abbraccia il solo orizzonte politico ma si estende anche alla sfera etica e morale.
Sempre nella stessa ottica etico-politica si muoveva Aristotele quando, nel sesto libro della Poetica, indicava la pace come il fine ultimo della polis ideale, al cui conseguimento doveva essere indirizzata e conformata l'educazione politica del cittadino.
È lo stesso quadro delle relazioni politiche internazionali, maturato nel IV secolo a.C. a promuovere un'evoluzione del concetto di pace, quando questa, a seguito dei contatti più stretti con l'Oriente persiano, non poteva essere più ricondotta alla dimensione delle relazioni tra le sole polis o, addirittura, all'angusto ambito dei rapporti interni alla singola polis: è il concetto della pace comune (koinè eiréne), un obiettivo tendenzialmente stabile e duraturo, che acquisiva il suo senso in una logica multilaterale nel quale si componessero e bilanciassero gli interessi di un ambito di comunità più ampio di quelle in conflitto, venendo garantita in maniera anche coercitiva da un organismo sovraordinato alle singole individualità comunitarie. L'esempio proveniente dal IV secolo a.C. è quello della pace del Re, ma il prototipo di questo tipo di relazioni può essere rintracciato nella genesi di quelle embrionali associazioni multilaterali che evolveranno nel fenomeno delle anfizionie.

### Mondo romano

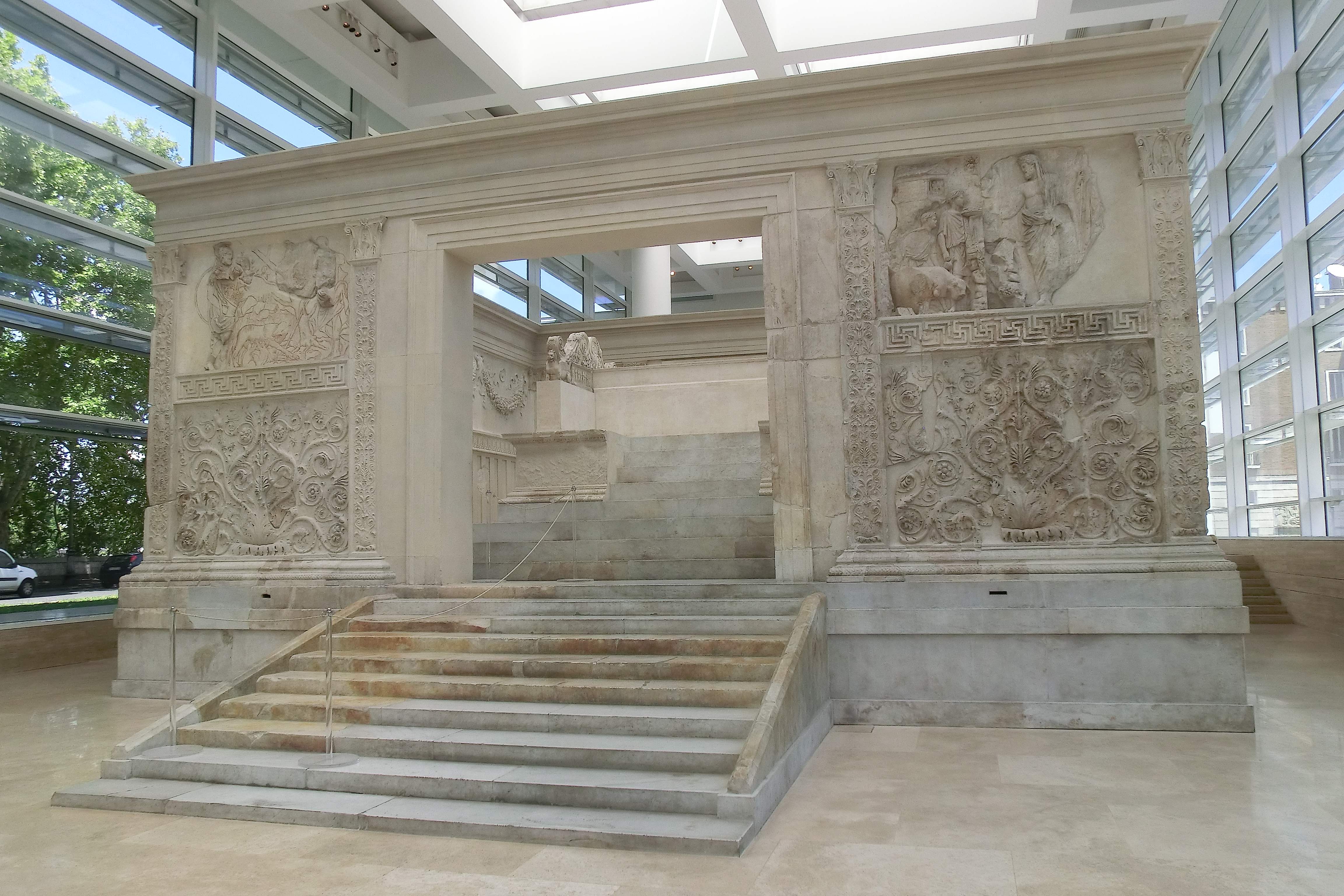
L'Ara Pacis, altare romano dedicato alla pace (9 a.C.)

Storicamente la prima enunciazione del concetto di pace in ambito romano risale a Cicerone, che all'inizio del I secolo a.C. la definiva come tranquilla libertas nelle Filippiche (II, 44, 113). Dunque secondo Cicerone la libertà (assieme alla securitas) era una prerogativa per il raggiungimento della pace. La definizione di Cicerone si sovrapponeva a quella platonica e a quella aristotelica per costituire il punto di vista romano in generale, ma in senso politico prevaleva il significato espresso dal celebre adagio: si vis pacem para bellum (se vuoi la pace prepara la guerra).
Lo storico Publio Cornelio Tacito visse al tempo della più ferrea applicazione del concetto di pax romana, che indicava l'assenza di conflitti nell'impero e ai suoi margini, ottenuta attraverso la sottomissione dei popoli bellicosi e la riduzione di essi all'impotenza manu militari (cioè per mezzo del potere militare). Tale condizione di pace si allontanava dalla definizione di Cicerone, in quanto negava la libertas a favore della securitas.
Il seguente brano è tratto dalla Vita di Agricola, in cui lo storico riporta le presunte parole di Calgaco (Calgax) capo dei Britanni nell'ultimo tentativo di questi di opporsi alla conquista di Roma. Calgaco si sta rivolgendo ai suoi guerrieri prima dello scontro.
(Tacito, Vita di Agricola)

### Immanuel Kant
Immanuel Kant (1724 – 1804) è stato un maestro nel campo della filosofia della storia. La sua concezione della storia deriva dalle concezioni illuministe della storia considerata universale, appartenente a tutti gli uomini senza distinzioni, a prescindere dalle singole storie delle singole nazioni.
La riflessione kantiana sulla storia trova un approfondimento nello scritto Per la pace perpetua (Zum ewigen Frieden), un progetto filosofico del 1795 nel quadro della situazione storica del tempo profondamente mutata con lo scoppio della Rivoluzione francese.
In essa il filosofo propone una struttura mondiale che dovrebbe favorire la pace, organizzata sulla base di tre articoli, che riguardano rispettivamente il diritto pubblico interno, il diritto internazionale e il diritto chiamato da Kant cosmopolitico. Quest'ultimo definisce i diritti nei rapporti degli Stati fra loro e con i singoli individui all'interno di uno Stato sovranazionale detto civitas gentium:
1. la costituzione di ogni Stato deve essere repubblicana
2. il diritto internazionale deve essere fondato su un federalismo di liberi Stati
3. il diritto cosmopolitico deve essere limitato alle condizioni dell'ospitalità universale (cioè al diritto per ciascuno di muoversi liberamente e proporre relazioni commerciali con i cittadini di altri Stati, come passo preliminare per l'istituzione di una costituzione civile mondiale).

### Paul Henri Thiry d'Holbach
Tra gli illuministi, anche il barone Paul Henri Thiry d'Holbach esprime una dura critica alla guerra offensiva (ammette invece la difesa armata da aggressioni), che considera un retaggio dei tempi barbari. Egli è ateo, e motiva la sua scelta non su motivi religiosi ma tramite l'uso della ragione: la guerra è un'ingiustizia, l'esercito va fortemente ridimensionato, poiché anche in tempo di pace i militari rappresentano una minaccia per i cittadini, spesso costretti anche ad arruolarsi, essendo usati anche per reprimere le proteste. Il filosofo francese d'origine tedesca è uno dei primi antimilitaristi moderni.

### Voltaire
Voltaire, uno dei principali illuministi, si impegnò al fine di evitare il più possibile le guerre. Disprezzava il militarismo e sosteneva il pacifismo e il cosmopolitismo. Un appello alla pace è presente anche nel Trattato sulla tolleranza. Cercò di fare da mediatore tra la Francia e la Prussia di Federico II, per evitare la guerra dei sette anni. Egli attacca l'uso politico della religione per giustificare le guerre, e auspica la distruzione del fanatismo religioso:
(Voltaire, Della pace perpetua, in Scritti politici, UTET, Torino, edizione 1976, pp. 810, 834-837)

### Bertrand Russell
Bertrand Russell fu un convinto pacifista. Si oppose alla partecipazione del Regno Unito alla prima guerra mondiale. Per la sua posizione fu prima allontanato e poi perse la cattedra al Trinity College dell'Università di Cambridge; infine fu incarcerato per sei mesi. Negli anni immediatamente precedenti la seconda guerra mondiale, Russell fu fautore di una politica di pacificazione, ma alla fine riconobbe che Hitler doveva essere combattuto.
Russell chiamò la sua posizione "pacifismo relativo": egli riteneva che la guerra fosse un male, ma anche che, in circostanze estreme (ad esempio, quando Hitler minacciava di occupare l'Europa intera), la guerra stessa potesse essere il male minore.
A partire dagli anni cinquanta Russell, dopo avere sostenuto in una conferenza pubblica del 1948 la necessità di un attacco nucleare preventivo contro l'Unione Sovietica, divenne assieme ad Albert Einstein un sostenitore autorevole del disarmo nucleare. Nel 1961 Russell fu processato e condannato a una settimana di prigione in seguito a una manifestazione a Londra contro il proliferare delle armi nucleari. La guerra in Vietnam fu l'ultimo obiettivo polemico del pacifismo di Russell, che insieme a Jean-Paul Sartre fondò il tribunale che prese il suo nome per processare gli Stati Uniti per crimini di guerra.

## Religioni

### Induismo
In lingua indù la traduzione di pace è shanti. Tale termine, che viene associato a uno stato di assoluta pace interiore e di serena imperturbabilità, viene citato in molte scritture sacre induiste, tra cui i Veda, le Upaniṣad e la Bhagavad Gita.

### Buddismo

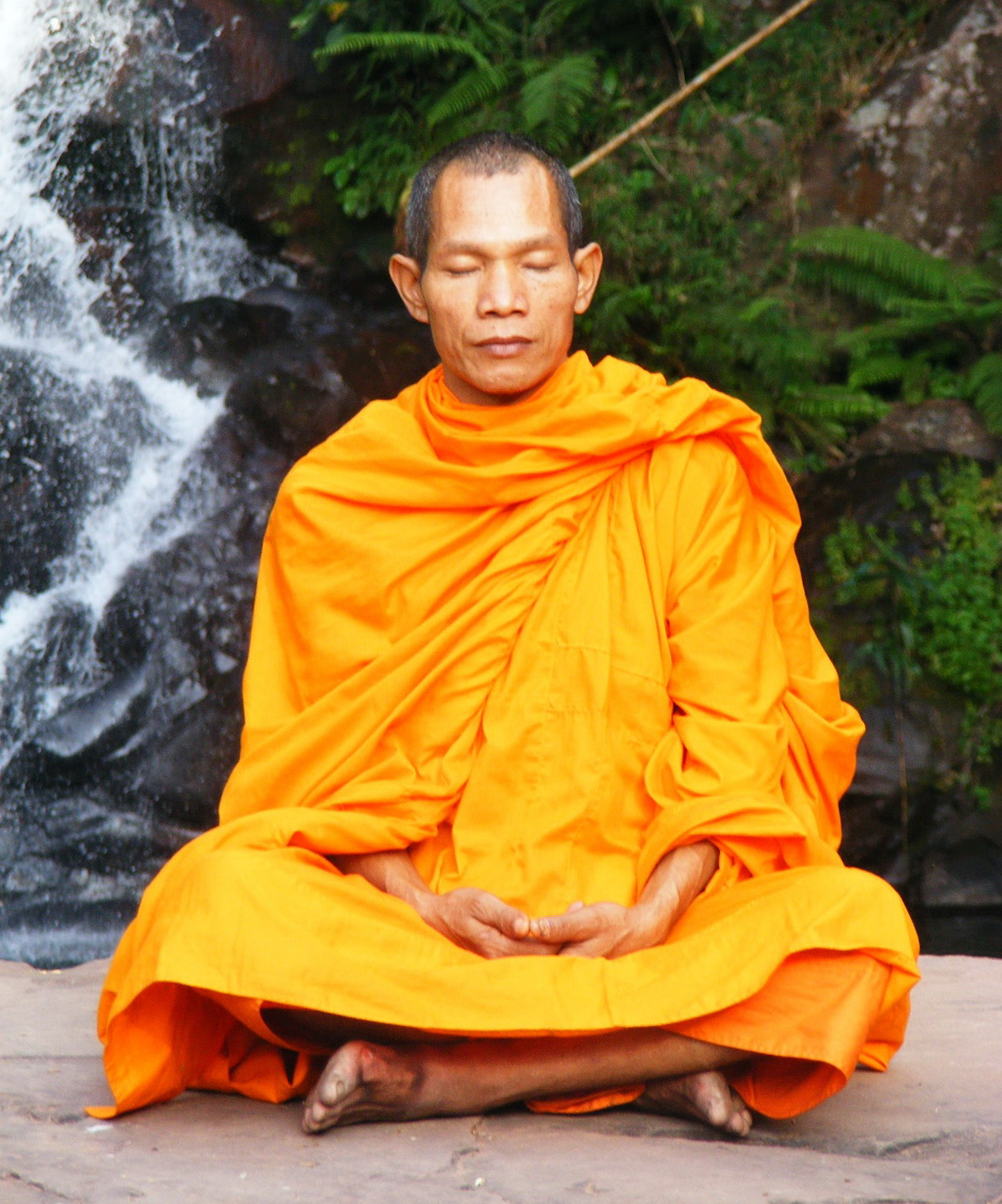
Monaco buddista assorto in meditazione nei pressi del Phu Soidao Nationalpark

Nel buddismo, come nell'induismo, il concetto di pace interiore riveste un ruolo fondamentale ed è associato al cosiddetto "nirvana", inteso come liberazione dal dolore.

### Ebraismo
Nell'Antico Testamento, la pace si esprime con la parola shalom (שלום). Questa parola va considerata e compresa in rapporto al contesto in cui viveva il popolo ebraico, che per la maggior parte della sua storia antica si è trovato in una sofferta lotta per la sopravvivenza, minacciato e minacciando continuamente di aggressione e schiavitù qualche popolo vicino.
Ciò avveniva sia nell'epoca più antica, quando gli ebrei erano un popolo nomade o seminomade, sia più tardi, quando, a partire dal XII secolo a.C., essi si stanziarono in città e villaggi.
Quando nell'Antico Testamento si legge la parola pace, bisogna pensare a una situazione ideale dove il popolo può vivere in tranquillità, senza minacce esterne. La pace favorisce lo sviluppo delle attività umane e il servizio a Yahweh.
I profeti che annunciano i tempi del messia (per esempio Libro di Isaia, 11,6) amano descrivere la pace in termini paradisiaci, dove persino tra gli animali non ci sarà la lotta per la sopravvivenza.
Dal racconto della cessazione del diluvio universale nell'Antico Testamento nasce inoltre la figura della colomba con un ramoscello di ulivo nel becco, inteso come simbolo di pace.

### Cristianesimo
Secondo la fede cristiana, la pace è il dono offerto agli uomini dal Signore risorto ed è il frutto della vita nuova inaugurata dalla sua resurrezione. La pace, pertanto, si identifica come "novità" immessa nella storia dalla Pasqua di Cristo. Essa nasce da un profondo rinnovamento del cuore dell'uomo.

La colomba che tiene nel becco con un ramoscello di ulivo, simbolo di pace collegato al Vecchio Testamento

È un dono da accogliere con generosità, da custodire con cura, e da far fruttificare con maturità e responsabilità. Per quanto travagliate siano le situazioni e forti le tensioni e i conflitti, nulla può resistere all'efficace rinnovamento portato dal Cristo risorto.
Cristo è la pace di tutti gli uomini. Con la morte in croce, Cristo ha riconciliato l'umanità con Dio e ha posto le basi nel mondo di una fraterna convivenza fra tutti.
I credenti sperimentano la potenza rinnovatrice del suo perdono. La misericordia divina apre il cuore al perdono verso i fratelli, ed è con il perdono offerto e ricevuto che si costruisce la pace nelle famiglie e in ogni altro ambiente di vita.
Gesù Cristo resuscitato si presenta agli apostoli la sera dello stesso giorno di Pasqua e dice loro: "La pace sia con voi" (Giovanni 20,21). Questa pace è la piena comunione con Dio, frutto del sacrificio redentore di Gesù Cristo. Nel Libro di Isaia (9:6) viene profetizzata la nascita del Messia col nome di Principe della Pace. Gesù predica l'avvento del Regno di Dio, iniziato sulla terra dopo la sua resurrezione: il Padre offre agli uomini la salvezza promessa dai profeti; è necessario prendere una decisione e aderire alla sua persona e coinvolgersi nell'annuncio della buona notizia. In questo contesto, per Gesù, il valore della fedeltà e della testimonianza alla sua persona è più importante che il valore della pace. Sebbene viva in un momento di dominazione straniera, Gesù non si schiera né con i patrioti né con i collaborazionisti. Piuttosto invita tutti a essere fedeli a Dio. Sembra che riguardo alla pace voglia dire: non importa la situazione esterna, quanto la fedeltà a Dio che chiama.
Per questo, usando una forma di esprimersi per contrapposizioni comune nel suo tempo, Gesù afferma che non è venuto a portare la pace, ma la spada (metafora di decisa separazione) e, come riportato nel vangelo di Matteo (10,34): "Non pensate che sia venuto a portar pace sopra la terra: non sono venuto a portare pace ma la spada. Sono venuto, infatti, a separare l'uomo da suo padre, la figlia dalla madre e la nuora dalla suocera; i nemici dell'uomo saranno i suoi stessi familiari.". Con questo intende dire che non si può sacrificare la fedeltà alla parola e alla chiamata di Dio per non entrare in conflitto con la propria famiglia.

#### I papi nel Novecento
La presa di Roma nel 1870 e la conseguente perdita del potere temporale da parte del Papa mise fine alla impressionante serie di guerre intestine e imprese militari di cui fu protagonista lo Stato Pontificio dal primo Medioevo al Rinascimento. La corruzione politica e la dissoluzione morale di papi emblematici quali Bonifacio VIII, Alessandro VI e Giulio II fece posto a figure più spirituali.
(Benedetto XV, 1917)
(Discorso radiofonico di Pio XII del 24 agosto 1939 contro la guerra imminente.)
È però doveroso dire che la difficoltà e l'importanza cruciale delle scelte connaturate all'attraversamento, durante il suo pontificato, di un periodo storico caratterizzato da scontri ideologici e militari tra i più duri che la storia ricordi, non potevano che porre Pio XII al centro d'una controversia storiografica – ben lungi dall'esser conclusa – e di aspre critiche e polemiche relative al suo operato.
(papa Giovanni XXIII nell'enciclica Pacem in Terris dedicata al tema della pace. Acta Apostolicae Sedis - A.A.S., 55 (1963), p. 301)
(Papa Paolo VI nell'enciclica Populorum Progressio del 26 marzo 1967, con la quale ha creato la Pontificia commissione giustizia e pace)
(Paolo VI all'assemblea dell'ONU)

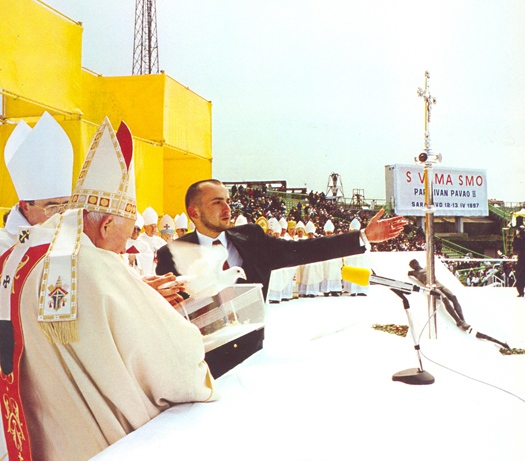
Una colomba bianca, simbolo della pace, liberata durante una visita pastorale di Giovanni Paolo II in Bosnia ed Erzegovina

Giovanni Paolo II ha più volte preso posizione contro l'inutilità della guerra e sulla necessità del dialogo per risolvere i conflitti tra le nazioni. Nella Lettera apostolica “Rosarium Virginis Mariae” del sommo pontefice Giovanni Paolo II si legge a proposito di pregare per la pace con la devozione del Santo Rosario: “il Rosario ci rende anche costruttori della pace nel mondo. Per la sua caratteristica di petizione insistente e corale, in sintonia con l'invito di Cristo a pregare «sempre, senza stancarsi » (Lc 18,1), esso ci consente di sperare che, anche oggi, una 'battaglia' tanto difficile come quella della pace possa essere vinta. Lungi dall'essere una fuga dai problemi del mondo, il Rosario ci spinge così a guardarli con occhio responsabile e generoso, e ci ottiene la forza di tornare ad essi con la certezza dell'aiuto di Dio e con il proposito fermo di testimoniare in ogni circostanza «la carità, che è il vincolo di perfezione» (Col 3, 14)”.

#### Islam

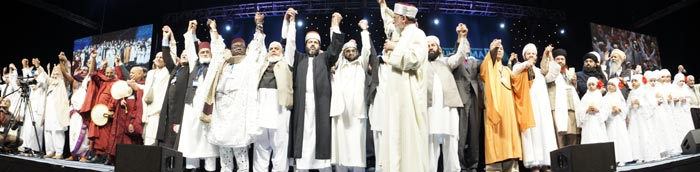
London Declaration for Global Peace and Resistance against Extremism 2011, organizzata il 24 settembre 2011 dall'organizzazione non governativa Minhaj-ul-Quran International

La radice della parola islam è slm, il cui significato è pace. Il Corano descrive la sua via come la via della pace (5:16); la riconciliazione è presentata come la strada migliore (4:128) ed è scritto che Allah aborrisce tutto ciò che disturba la pace (2:205). Secondo il Corano, uno dei nomi di Allah è As-Salam, che significa pace, e la società ideale è Dar as-Salam, la dimora della pace (10:25). Il Corano presenta l'universo come un modello caratterizzato da armonia e pace (36:40). Quando Allah creò il cielo e la terra, fece le cose in modo che ogni elemento potesse assolvere alla sua funzione pacificamente, senza scontrarsi con gli altri elementi. "Al sole non è permesso sorpassare la luna e la notte non può venire al posto del giorno. Ogni cosa segue il suo cammino." (36:40)
I musulmani ortodossi credono che l'uomo sia nato in uno stato di islam (sottomissione a Dio) che comporta pace, amore e purezza. Il contatto con l'impuro che è nel mondo insieme con l'influsso di Shaytan (ovvero Satana) e dei Jinn (il maligno) allontanano l'uomo dalla purezza dell'islam. Per questo motivo un credente musulmano deve praticare la dawah (l'invito), ossia invitare gli infedeli verso l'islam e farli partecipi del messaggio di pace e giustizia attraverso la diffusione della verità rivelata da Allah nel Corano e dall'adīth, ossia dalla tradizione narrativa della vita del profeta Maometto.
Secondo un'interpretazione moderata del Corano, è chiaramente detto che la guerra di aggressione non è permessa nell'islam. Un musulmano può quindi intraprendere solo una guerra difensiva, mai offensiva (2:190). In obbedienza a questo precetto, la pace è la regola mentre la guerra è l'eccezione. Nemmeno la necessità di rispondere a un atto di aggressione è sufficiente a un musulmano per intraprendere una guerra. Egli dovrà considerare l'intera situazione e, se non è sicuro del risultato di una possibile guerra, dovrà adottare una condotta volta a evitare la violenza. Quindi anche in caso di difesa, se il risultato è dubbio, un musulmano dovrà evitare la guerra.
D'altra parte, il concetto di jihād (lotta) è uno degli insegnamenti più importanti dell'islam. Ma la parola jihad non è sinonimo di guerra visto che un'altra parola, "qital", è usata nel Corano invece di jihad per indicare la lotta violenta. In realtà jihad significa lotta pacifica, finalizzata alla pratica della dawah. È scritto nel Corano: "Fai una grande jihad con l'aiuto del Corano (25:52)". Ma il Corano è soltanto un libro, non certo una spada, quindi il vero significato della frase è "lotta con tutta la forza della tua fede e la potenza dei precetti del Corano". Infatti, jihad è solo un altro modo di indicare un attivismo pacifico, il quale è la sola arma attraverso cui l'islam vuole raggiungere tutti i suoi scopi e obiettivi. Secondo l'esplicito insegnamento del Corano, la vocazione verso Allah è la vera ed eterna missione dell'islam, laddove la guerra è un qualcosa di temporaneo ed eccezionale.
Secondo l'islam, la pace non è semplicemente l'assenza di guerra. Infatti lo svolgimento pianificato delle attività umane è possibile solo in uno stato di pace, da cui l'importanza della riconciliazione. Allo stesso modo il profeta Maometto ha osservato: "Allah riconosce alla mitezza ciò che non riconosce alla violenza. (Sunan Abu Dawud 4/255)
Alcuni legano la giustizia alla pace ma questa non è la visione dell'islam, che crede nella pace per amore della pace stessa. La giustizia non è quindi il risultato diretto della pace poiché la pace crea solo l'ambiente adatto nel quale lavorare per la giustizia.

### La Fede Bahá'í

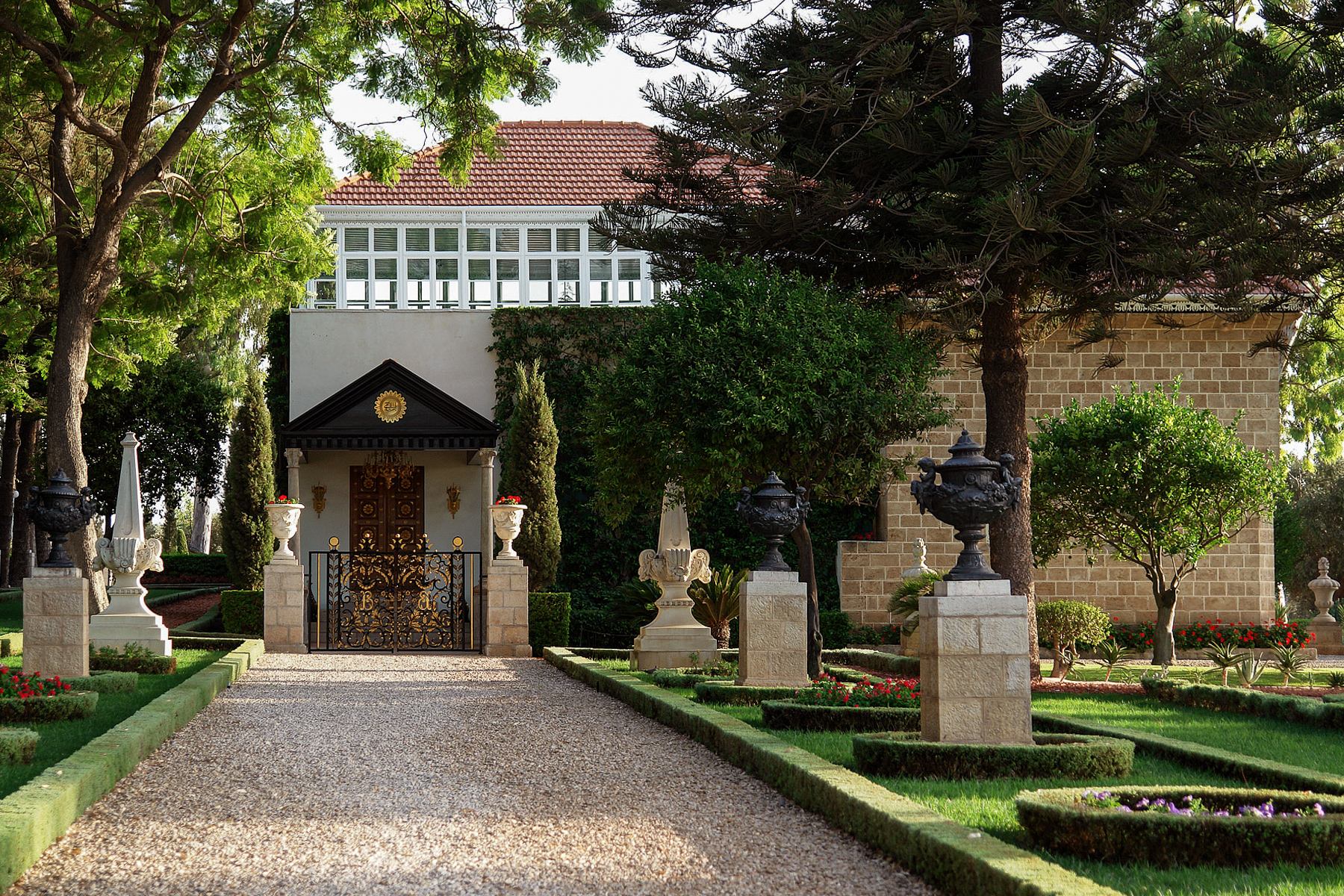
Il mausoleo di Bahá'u'lláh nel 1868

Bahá'u'lláh (1817/ 1892), il cui nome in arabo  significa "La Gloria di Dio")  è stato il fondatore della Fede Bahá'í il cui principio fondamentale è che la verità religiosa non sia assoluta, ma relativa: c'è un unico Dio inconoscibile, che progressivamente si rivela all'umanità attraverso il suo verbo che si manifesta attraverso i vari messaggeri divini Rivelazione progressiva bahai. Tutte le religioni sono viste come stadi della rivelazione della volontà e degli scopi di Dio e i loro insegnamenti sono sfaccettature di un'unica verità.
Lo scopo ultimo della religione bahá'í è l'unità del genere umano e la pace universale.  Dice Bahá'u'lláh: "La Terra è un solo paese e l'umanità i suoi cittadini". La fede tende all'instaurazione di una comunità mondiale in cui tutte le religioni, razze, credenze e classi siano strettamente e definitivamente unite. Secondo Bahá'u'lláh una società globale per poter fiorire deve basarsi su certi principi fondamentali, che includono: la libera indipendente ricerca della verità, l'eliminazione di tutte le forme di pregiudizio; piena parità di diritti tra uomo e donna; riconoscimento della unicità essenziale delle grandi religioni mondiali; unicità di Dio, eliminazione degli estremi di povertà e ricchezza; istruzione universale; armonia tra religione e scienza; equilibrio sostenibile tra natura e tecnologia; una lingua ausiliaria universale e lo stabilirsi di un sistema federativo mondiale, basato sulla sicurezza collettiva.
Seguendo il suo insegnamento, Shoghi Effendi (1897 – 1957) definì la sua epoca come l'età formativa, coincidente con l'emergere della religione bahá'í dall'oscurità e l'espansione del credo in tutto il mondo. L'età formativa sarebbe seguita da una situazione di crisi mondiale tale da costringere i popoli e le nazioni a rivedere i loro concetti di politica internazionale fondando una confederazione mondiale, dotata di vero governo mondiale espressione di un vero parlamento mondiale eletto dai popoli del mondo e non dai loro governi, e dotata, inoltre, di un tribunale internazionale per dirimere le contese di interessi tra nazioni ed evitare la guerra con sentenze vincolanti fatte valere da uno stabile esercito mondiale con totale abolizione degli eserciti nazionali da esso sostituiti; questa situazione di unità confederale mondiale e semplice cessazione della guerra è definita "pace minore" a cui poi, nei secoli, seguirà una futura età d'oro in cui la religione bahá'í sarà abbracciata dalla maggioranza delle persone in un gran numero di stati confederati del mondo e che viene chiamata "pace maggiore" e nella quale l'unità mondiale non sarà solo istituzionale e confederale ma anche sentita dai popoli come parte ed espressione dell'unità divina.
"Il benessere dell'umanità, la sua pace e la sua sicurezza saranno irraggiungibili, ammenoché e finché la sua unità non sia saldamente stabilita"

## La pace e i grandi personaggi del Novecento

### Mahatma Gandhi

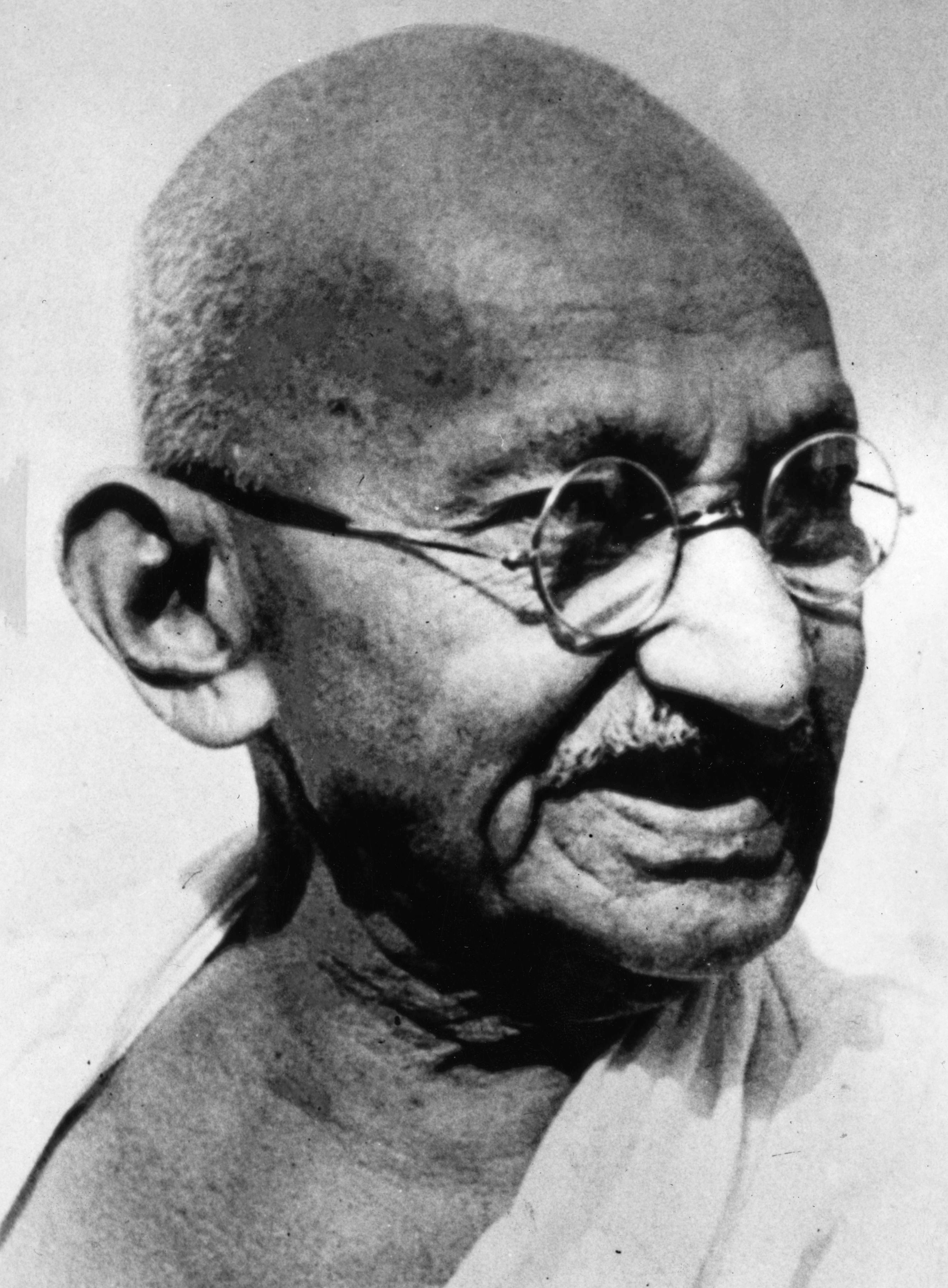
Gandhi, promotore della nonviolenza

Sul finire dell'Ottocento in India sorgono i primi movimenti per ottenere l'indipendenza dall'Inghilterra a capo dei quali si pone Mohandas Karamchard Gandhi, detto il Mahatma (in sanscrito significa Grande Anima, soprannome datogli dal poeta indiano Tagore). Gandhi, fortemente influenzato dall'induismo e dalla pratica del giainismo i quali diffondono da sempre il concetto di non-violenza, guida le diverse anime dell'India nella rivolta agli inglesi con due sole armi: la "non collaborazione" e la "disobbedienza civile", rifuggendo l'uso della violenza.
La non-collaborazione o boicottaggio non-violento significava per Gandhi non acquistare liquori e tessuti provenienti dall'Impero britannico, non iscrivere i figli alle scuole inglesi, non investire i propri risparmi in titoli di stato britannici, ecc.
La disobbedienza civile consisteva nel violare pubblicamente le leggi ritenute ingiuste accettando però le punizioni previste dalla legislazione vigente per le violazioni commesse, non considerandosi il rifiuto della sanzione prevista un atteggiamento non-violento.
A questo proposito bisogna ricordare come Gandhi trascorse un totale di 2 338 giorni di detenzione in Sudafrica e India a causa degli arresti dovuti alle sue lotte politiche.
Per Gandhi la disobbedienza civile rappresentava, insieme allo sciopero della fame e della sete, la forma culminante di resistenza non-violenta; egli la definì "un diritto inalienabile di ogni cittadino", e affermò che "rinunciare a questo diritto significa cessare di essere uomini".
Gandhi rivoluzionò l'idea di lotta rivoluzionaria. Per quanto divergenti nei loro obiettivi politici, le teorie classiche della rivoluzione hanno in comune due componenti fondamentali:
- la teoria del "diritto alla resistenza" (John Locke), secondo cui è legittimo – se non doveroso – che le masse popolari si ribellino alle autorità sociali e politiche, quando subiscono un'evidente e intollerabile situazione di ingiustizia ("Ribellarsi è giusto", diceva Mao Tse Tung);
- la teoria della "guerra giusta" e del tirannicidio, secondo cui il popolo ha diritto di ricorrere alla violenza rivoluzionaria, quando questa serve a correggere torti e ingiustizie gravemente devianti dalla legge morale naturale (questa teoria, con origini nei Padri della Chiese, e nel tomismo medievale, giustificava la violenza e le guerre).

Gandhi condivise il primo di questi due principi ma rifiutò il secondo. Anche per lui ribellarsi all'ingiustizia era un diritto-dovere dei popoli, ma era sua convinzione che l'unica forma di lotta rivoluzionaria giusta e legittima fosse la rivoluzione (lotta, resistenza, ribellione) non-violenta, da lui battezzata satyagraha (dal sanscrito: "vera forza" o "forza della verità"), che ha ispirato generazioni di attivisti democratici. Il satyagraha era una forma attiva e radicale di lotta rivoluzionaria, da non confondersi con la resistenza passiva. Per Gandhi i "satyagrahi", cioè i militanti della rivoluzione non-violenta, dovevano essere dediti anima e corpo alla causa rivoluzionaria. La non-violenza non è passività e rassegnazione all'ingiustizia, perché assoggettarsi vigliaccamente all'oppressione significa annientare la propria umanità: «Nel caso in cui l'unica scelta possibile fosse quella tra la codardia e la violenza, io consiglierei la violenza». E ancora: «Nessun uomo può essere attivamente non-violento e non ribellarsi contro l'ingiustizia dovunque essa si verifichi». Gandhi inoltre insisteva spesso sulla distinzione tra la non-violenza del debole, che consiste nel subire passivamente e vigliaccamente l'oppressione o nell'opporsi ad essa con la semplice "resistenza passiva", e la non-violenza del forte. Quest'ultima è il satyagraha, l'attiva e coraggiosa ribellione all'ingiustizia, che una volta Gandhi definì come «l'equivalente morale della guerra».
L'esercizio della non-violenza richiede lo straordinario coraggio di non temere la morte e di soffrire senza desiderio di vendetta, e si ottiene solo con preghiera, disciplina e fede. La non violenza va esercitata sempre, non è solo non cooperazione con le ingiustizie ma costante rifiuto di qualunque cosa sia inaccettabile per la coscienza.
La guerra può essere evitata perché nessun uomo, nessuna nazione, nessun gruppo sociale è inevitabilmente guerriero. Le frustrazioni e i contrasti d'interesse che sono alla radice delle guerre possono essere ridotti ed indirizzati diversamente, come ad esempio contro gli ostacoli che impediscono lo sviluppo economico e sociale. Quando le cose sembrano non andare per il verso giusto, l'uomo tende ad addossare le responsabilità alla società oppure a poteri superiori che vogliono decidere del futuro di tutti. Invece ciascuno di noi deve assumersi le proprie responsabilità e la parte di lavoro che gli spetta per opporsi alla guerra, trasformandosi in un costruttore di pace. Gandhi ha dimostrato che la forza di un singolo individuo può diventare la forza di un popolo intero perché la pace è legata alla crescita della coscienza umana e può nascere solo dall'impegno unitario di tutti gli uomini.
Il 30 gennaio di ogni anno, per l'anniversario della morte di Mahatma Gandhi, viene praticata la Giornata Scolastica della Non-violenza e della Pace (DENIP), fondata nel 1964.

### Martin Luther King

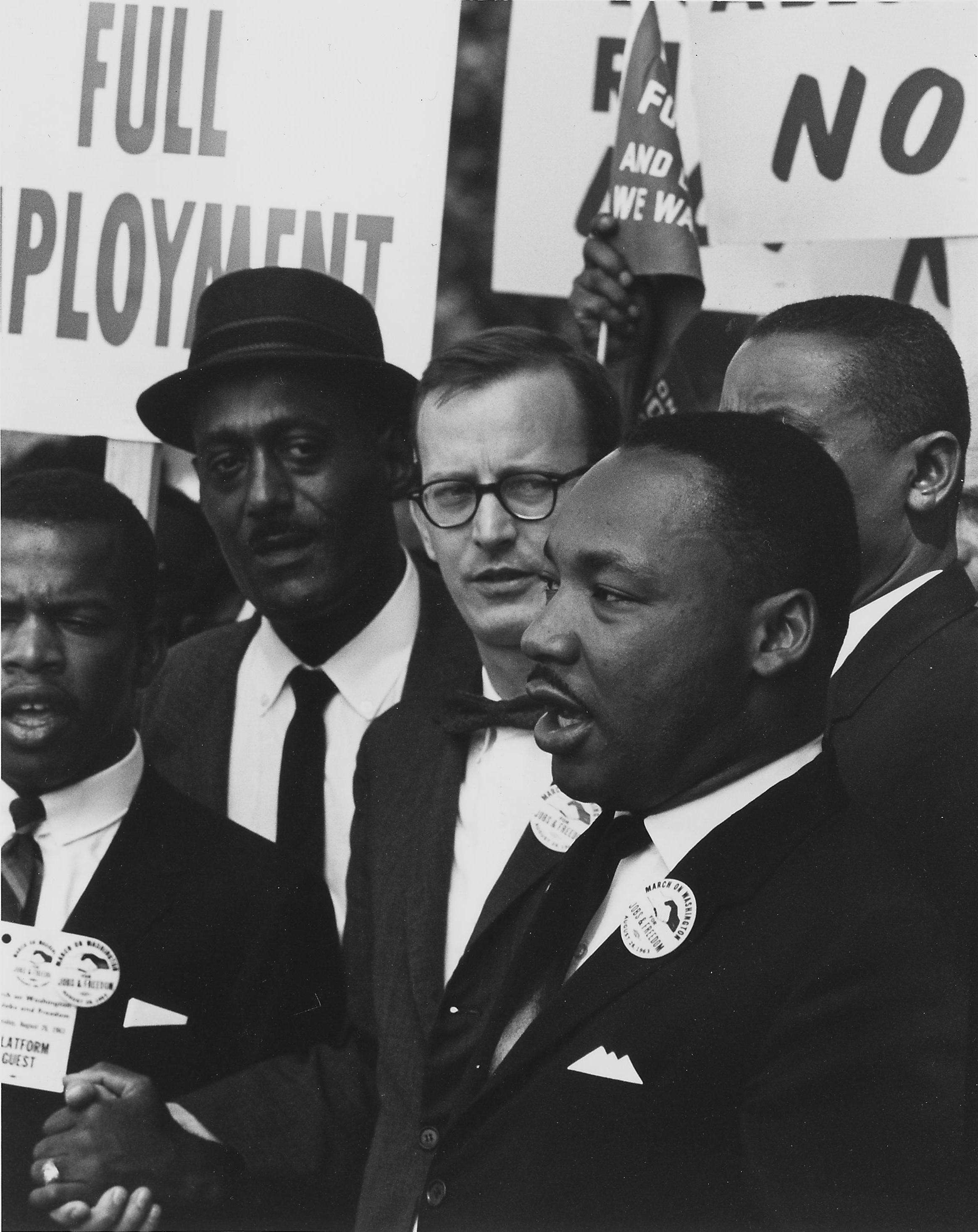
Martin Luther King, Jr. con Mathew Ahmann durante la "marcia per il lavoro e la libertà" (28 agosto 1963)

Martin Luther King fu un pastore battista afro-americano nell'Alabama, leader dei diritti civili della minoranza di colore negli Stati Uniti. È stato il più giovane premio Nobel per la pace della storia, riconoscimento conferitogli nel 1964 all'età quindi di soli trentacinque anni. Significativo è il discorso che tenne il 28 agosto 1963 durante la "marcia per il lavoro e la libertà" davanti al Lincoln Memorial di Washington e nel quale pronunciò più volte la celebre frase "I have a dream" (Ho un sogno), che sottintendeva la (spasmodica) attesa che egli coltivava, assieme a molte altre persone, perché ogni uomo venisse riconosciuto uguale a ogni altro, con gli stessi diritti e le stesse prerogative
Più volte imprigionato, perseguitato dagli ambienti segregazionisti del Sud degli Stati Uniti, nel mirino dell'FBI, King fu assassinato a colpi d'arma da fuoco prima di una marcia il 4 aprile 1968, mentre si trovava su un balcone del Lorraine Motel di Memphis, Tennessee.

### Johan Galtung
Johan Galtung (Oslo, 24 ottobre 1930) è un sociologo e matematico norvegese, fondatore nel 1959 dell'International Peace Research Institute e della rete Transcend per la risoluzione dei conflitti. È uno dei padri della peace research (o peace studies). Le sue opere ammontano a un centinaio di libri e oltre 1 000 articoli. Le istituzioni internazionali si sono spesso rivolte a lui per consulenze tecniche in fatto di mediazioni di conflitti.
Il punto di forza del pensiero di Galtung è quello di avere fatto della pace un concetto ben determinato, al centro di un vastissimo campo di ricerche. Sua è la concettualizzazione di pace negativa (assenza di guerre), positiva (tensione verso una società più giusta), nonviolenta (superamento delle ingiustizie con mezzi nonviolenti).
L'indagine di Galtung sulla pace e la nonviolenza parte da Gandhi e passa per il buddhismo, che gli appare come l'unica filosofia in grado di spiegare pienamente l'essenza della pace.

### Tenzin Gyatso

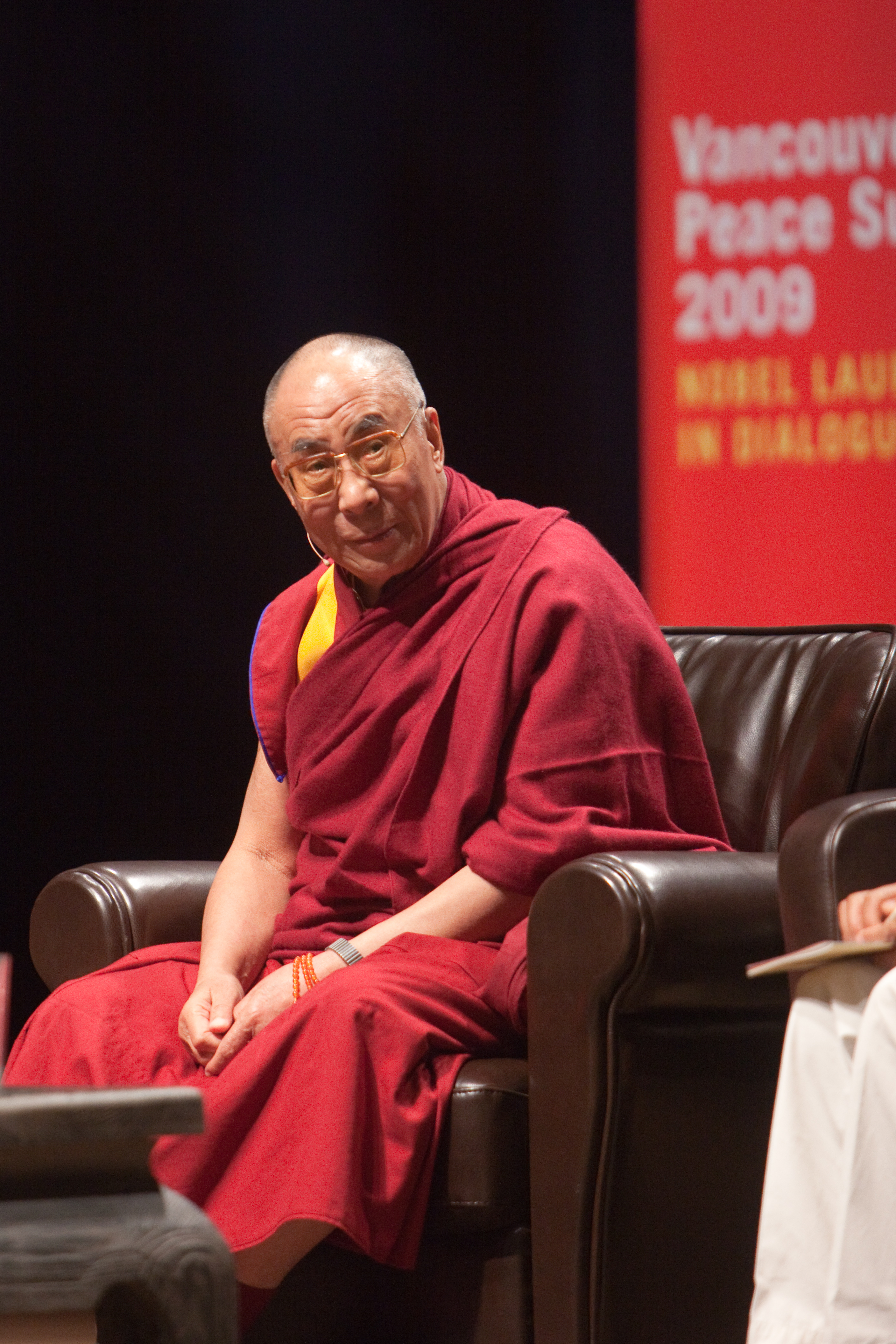
Il Dalai Lama Tenzin Gyatso al Summit per la Pace di Vancouver del 2009

Tenzin Gyatso è il XIV Dalai Lama, massima personalità del buddhismo ed esponente del pacifismo. Presiede il governo tibetano in esilio e per questa ragione il suo ruolo politico è largamente controverso.
D'altra parte il suo messaggio di lotta non-violenta è molto diffuso attraverso la pubblicazione di numerosi libri e articoli e attraverso la partecipazione a seminari e conferenze in tutto il mondo.
Il 10 dicembre 1989 venne conferito a Tenzin Gyatso il premio Nobel per la pace. In un comunicato il Comitato annunciò le motivazioni:

### Daisaku Ikeda
Daisaku Ikeda è un leader buddista, peacebuilder, un prolifico scrittore, poeta, educatore e fondatore di un certo numero di istituti di ricerca culturale, educativa e per la pace in tutto il mondo.
Come terzo presidente della Soka Gakkai (che vuol dire "società per la creazione di valore") e fondatore della Soka Gakkai International, Daisaku Ikeda ha sviluppato e ispirato quello che potrebbe essere la più grande e diversificata associazione internazionale di laici buddisti nel mondo di oggi. Basato sulla tradizione del Buddismo di Nichiren Daishonin, il movimento si caratterizza per la sua enfasi sull'empowerment individuale e sociale per promuovere la pace, la cultura e l'istruzione.

## La nonviolenza e il pacifismo come fenomeno di massa

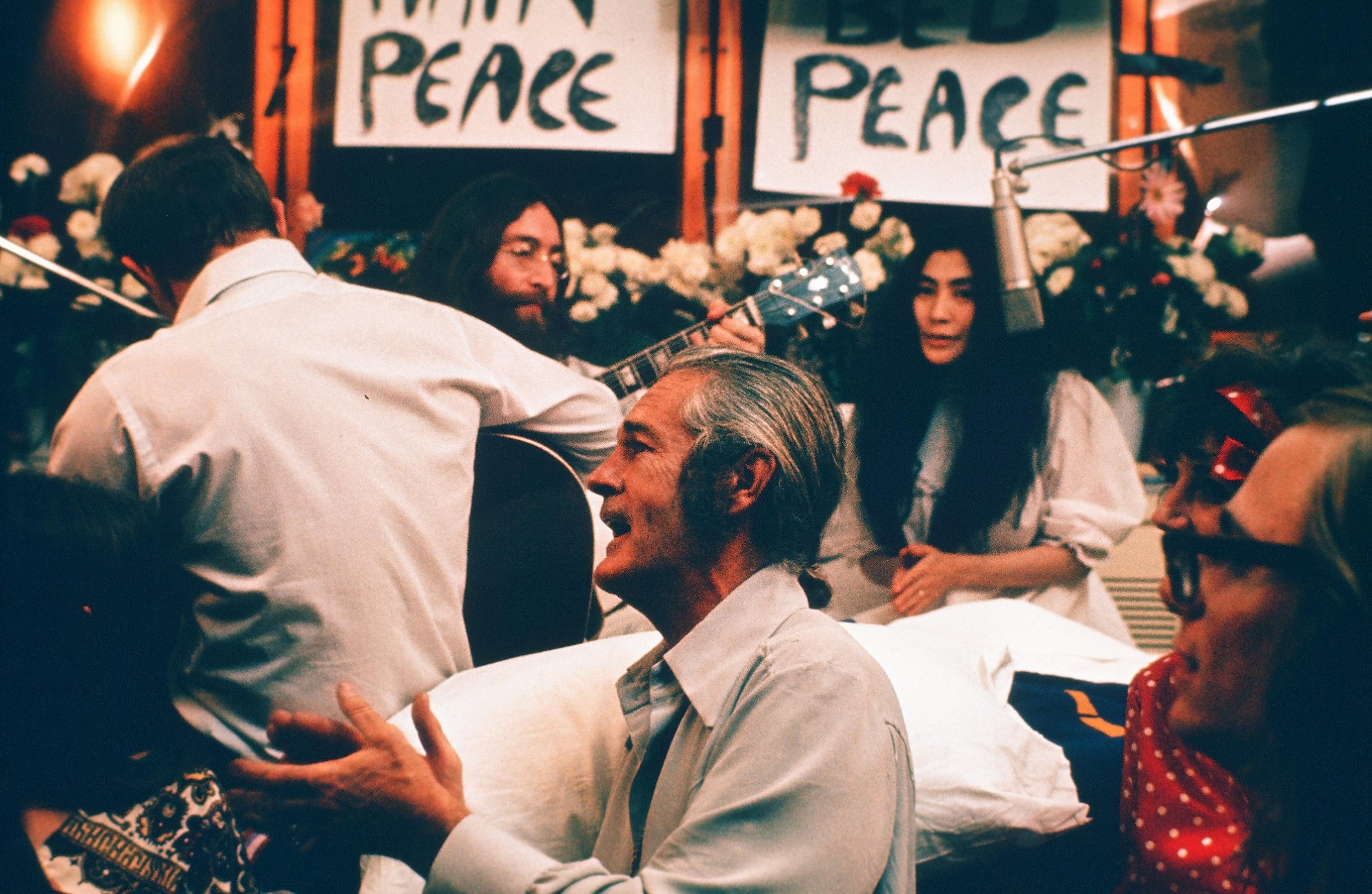
John Lennon mentre registra la canzone Give Peace a Chance

Le filosofie e le religioni orientali vantano secoli di predicazione della nonviolenza. Il pacifismo è invece un fenomeno sostanzialmente occidentale nato in tempi moderni dalla diffusione in America e in Europa del pensiero di Gandhi e dalla grande stagione dei movimenti per i diritti civili, in primis le due grandi battaglie per la parità dei diritti tra bianchi e neri e tra uomini e donne.
L'opposizione dei giovani alla guerra in Vietnam è stata il motore del movimento pacifista. Grandi comunicatori vicini al mondo giovanile come Bob Dylan e John Lennon hanno aiutato a sviluppare una coscienza più chiara del fatto che le grandi questioni nazionali e internazionali possono essere risolte senza ricorrere alla violenza.

Bandiera della pace, nata in Italia negli anni sessanta e diffusa soprattutto durante la campagna contro l'invasione dell'Iraq

Il variegato mondo pacifista ha comunque al suo interno differenziazioni dovute al momento storico e ai riferimenti culturali: mentre alcuni non negano la violenza militare (e dunque statale e dunque non privata) in alcune particolari circostanze, altri negano a priori qualunque azione militare, esclusa la reazione all'invasione militare da parte di un esercito straniero.
Benché sottile, esiste una differenza tra pacifismo e nonviolenza: il primo rifiuta a priori la lotta in ogni sua forma mentre il secondo si oppone alla lotta violenta come metodo di risoluzione dei conflitti, secondo l'insegnamento del Mahatma Gandhi, fondando la propria azione su alternative quali la disobbedienza civile e la resistenza non-violenta (ahimsa). È comunque doveroso aggiungere che spesso le manifestazioni pacifiste, a causa di frange minoritarie intransigenti e disinteressate a qualunque forma di dialogo, sfociano in aspri scontri con le forze dell'ordine (significativo in Italia l'esempio del G8 di Genova).
In Italia seguaci della nonviolenza della prima ora sono stati il filosofo Aldo Capitini, il primo obiettore di coscienza Pietro Pinna, il MIR (Movimento Internazionale per la Riconciliazione), il MN (Movimento Nonviolento), la LDU (Lega per il Disarmo Unilaterale). Un'originale elaborazione ha poi tentato il sacerdote e filosofo Ernesto Balducci che influenzò particolarmente il movimento contro i missili a Comiso e per il disarmo della prima metà degli anni ottanta.
Il quel movimento si impegnarono figure come Luciana Castellina, Chiara Ingrao, Tom Benettollo, Davide Ferrari.
Nei tempi moderni, il filosofo americano Robert L. Holmes ha anche sostenuto che tutte le forme di guerra sistematica nell'era della distruzione di massa sono generalmente "prima facie" non etiche per diverse ragioni. Sostiene inoltre che è possibile per tutta l'umanità diventare "pacifisti pragmatici" nonostante lo sviluppo di armi avanzate di distruzione di massa e terrorismo nel 21° secolo.

## Studi sulla pace

### Misura del livello di pace
L'Indice Globale della Pace rappresenta uno dei primi tentativi di misurare i livelli di pace interni ed esterni ai Paesi (assenza di violenza). L'indice valuta i Paesi tenendo conto di 24 criteri, tra cui la criminalità interna, numero dei reati violenti, stabilità politica, spese militari e possibili azioni terroristiche. La ricerca mette in relazione una serie di condizioni sociali come la democrazia, la trasparenza, l'istruzione, i diritti civili, il benessere, per capire meglio i fattori che generano e sostengono la pace. Lo studio prende in esame elementi come il livello di violenza all'interno del Paese, il crimine organizzato, l'accesso alle armi, il numero di persone detenute nelle prigioni, il dispendio militare. Lo scopo del progetto è di andare oltre lo studio delle guerre e misurare l'"assenza di violenza" considerata come indicatore di pace, portando a una maggiore comprensione dei meccanismi che la generano e la consolidano.

### Peace studies
I peace studies ("studi sulla pace") sono una recente sottodisciplina delle scienze politiche, che si occupa dell'analisi dei fattori psicologici, sociologici, economici e politici determinanti nell'ottenimento di una pace positiva mentre, di norma, gli studi sulle relazioni internazionali si occupano dei fattori, problemi, e fenomeni che generano la guerra, ignorando quelle che sono le fondamenta della pace.

## Il diritto alla pace
La Dichiarazione sul diritto dei popoli alla pace, adottata dalla Assemblea generale delle Nazioni Unite il 12 novembre 1984 durante la 57ª Seduta plenaria, sottolinea che:
Ma questa appare oggi una visione assolutamente riduttiva del problema. Dall'insegnamento di Gandhi e attraverso le parole di Martin Luther King e gli scritti di Johan Galtung, si è fatta strada l'idea di una pace positiva considerata non semplicisticamente come assenza di guerra bensì come presenza di condizioni di giustizia reciproca tra i popoli che permettano a ciascun popolo il proprio libero sviluppo in condizioni di auto-governo.
In queste condizioni, la pace è molto più che il risultato di trattati tra governi o di accordi tra persone potenti, come molti credono. La pace risulta dal modo in cui un popolo si relaziona con un altro popolo, nel rispetto dei reciproci diritti e doveri riconosciuti dalla comunità internazionale.
Non è quindi la forma di governo che garantisce la pace, né tanto meno un insieme di trattati o di accordi internazionali. Essa è garantita solo ed esclusivamente dal comportamento e dalle scelte degli individui che insieme costituiscono il comportamento e le scelte di un popolo.
Di qui nasce la necessità di una cultura della pace intesa come conoscenza diffusa e consapevole dei fattori tutti che contribuiscono a creare condizioni di giustizia reciproca tra i popoli.
Il concetto di cultura della pace fu formulato al Congresso Internazionale sulla Pace in Costa d'Avorio nel 1989. Il Congresso raccomandò all'UNESCO di lavorare per costruire una nuova visione della pace basata sui valori universali di rispetto per la vita, la libertà, la giustizia, la solidarietà, la tolleranza, i diritti umani e l'uguaglianza tra uomo e donna.
Negli anni seguenti si tennero forum e convegni internazionali per sollecitare ONG, associazioni, giovani e adulti, media nazionali e locali e leader religiosi attivi per la pace, la non-violenza e la tolleranza a diffondere in tutto il mondo una cultura della pace.
Il 13 settembre 1999 l'Assemblea generale dell'ONU approvò la risoluzione 53/243 adottando con essa la Dichiarazione per una cultura della pace.
Educare sé stessi alla cultura della pace, informandosi e prendendo consapevolezza dei problemi e delle scelte da fare per risolverli, è il dovere di tutti coloro che, nelle varie forme culturali e associative, esprimono una volontà di contribuire alla costruzione della pace nel mondo.

### Le operazioni di pace e il ruolo dell'ONU

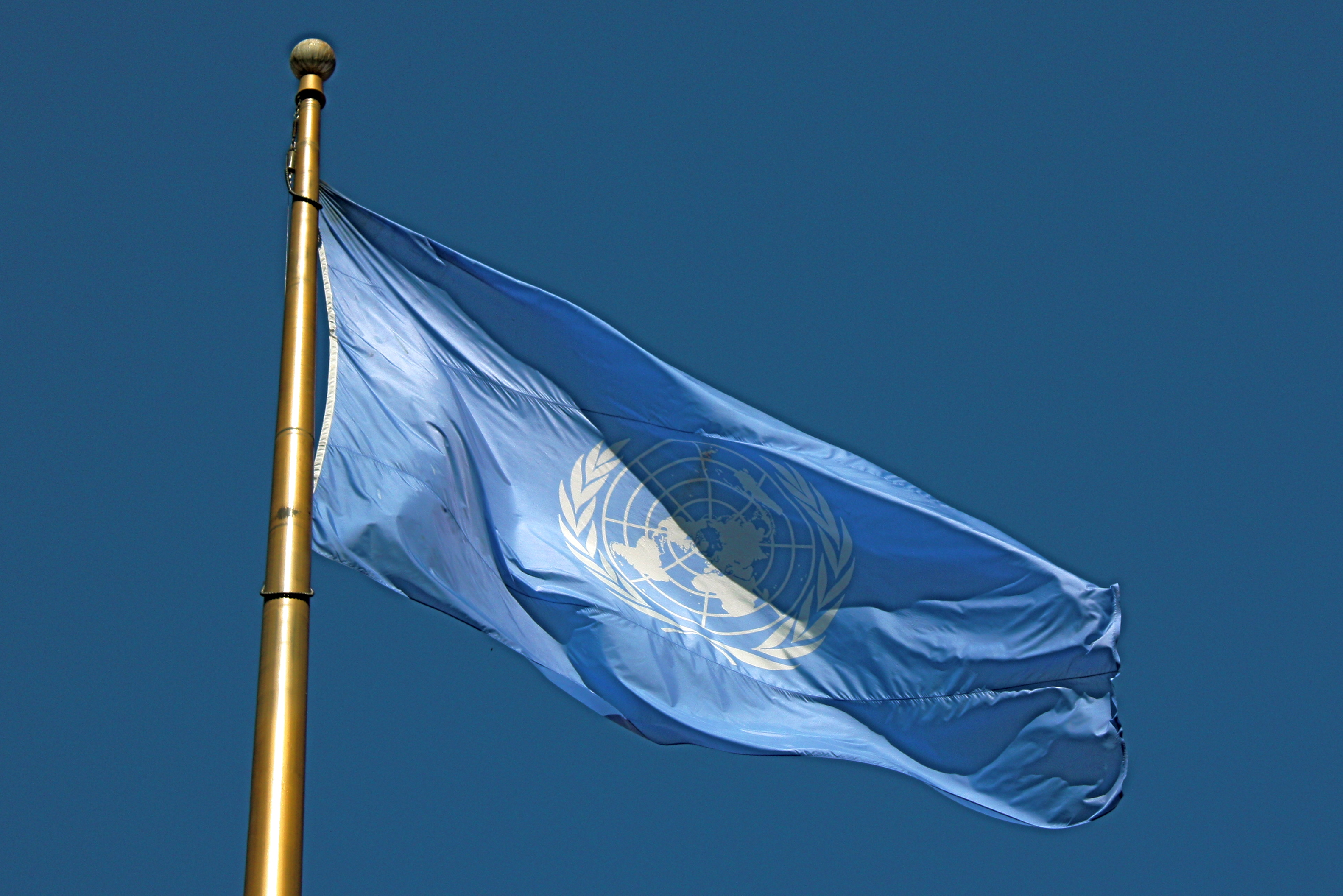
Bandiera dell'ONU

Le operazioni di pace si suddividono in vari ambiti correlati tra loro: la costruzione della pace (peacebuilding), la formazione della pace (peacemaking), il mantenimento della pace (peacekeeping) e l'imposizione della pace (peace enforcement).
Il peace building consiste nel portare l'ordine e assicurare la protezione di diritti umani fondamentali in situazioni post-belliche. Il peacemaking è una forma di risoluzione dei conflitti che si concentra sulla creazione di parità di rapporti di potere tra le parti sufficientemente solida da prevenire futuri conflitti, e che stabilisce alcuni mezzi per accordarsi sulle decisioni etiche all'interno di una comunità che ha già vissuto il conflitto. Quando viene applicato in materia di giustizia penale, di solito è chiamato giustizia trasformativa. Quando viene applicato a questioni che non danneggiano la comunità nel suo insieme, può essere chiamato mediazione cosciente. Il termine peacemaking, tuttavia, è riservato per grandi conflitti sistematici tra fazioni, in cui nessun membro della comunità è in grado di evitare il coinvolgimento, e in cui nessuna fazione o segmento può pretendere di essere completamente privo di responsabilità. Ad esempio, una situazione di post-genocidio, o di estrema oppressione, come l'apartheid. Il processo di peacemaking è distinto dalla logica del pacifismo e dall'uso della protesta nonviolenta o di tecniche di disobbedienza civile, anche se sono spesso praticate dalle stesse persone. Infatti, coloro che usano tecniche nonviolente sotto la pressione di violenza estrema, e che portano altri verso tali forme di resistenza, hanno dimostrato la rara capacità di non reagire alle provocazioni di natura violenta, e la difficile capacità di mantenere coordinato e in buon ordine attraverso tale esperienza un gruppo di persone che soffrono di oppressione violenta. Questi sono i leader che sono di solito più qualificati per negoziare la pace quando scoppia un conflitto tra due parti già belligeranti in precedenza.
L'imposizione della pace è la pratica di garantire la pace, in una zona o regione. Parte di una scala di tre gradini tra il mantenimento della pace e il peacemaking, è talvolta considerato il punto medio. Il peace enforcement si distingue dal peacekeeping nella misura in cui per porre fine al conflitto e promuovere i negoziati, le forze di pace applicano una maggior forza militare.
Mentre l'imposizione della pace è stata in gran parte evitata in passato, il livello di violenza con la quale le operazioni di mantenimento della pace in molte aree (tra cui gli eventi del 1994 in Ruanda, dove diversi soldati belgi sono stati costretti a guardare i massacri in corso e sono anche stati uccisi senza che gli fosse consentito di reagire) hanno scioccato la comunità internazionale e hanno condotto a una situazione di crisi in cui la volontà di entrare in operazioni di peacekeeping, senza la possibilità di usare la forza è raffrontata con una scarsa volontà delle nazioni di inserire le loro forze e in conflitti potenzialmente "caldi" che non li coinvolgono direttamente.

In ogni caso la nozione di pace imposta, salita alla ribalta in seguito alle varie operazioni di peace enforcement (Serbia, Afghanistan, Iraq), è considerata, dalla maggioranza dei pacifisti, avulsa dal vero significato intrinseco della parola.

Mappa con indicate le missioni di peacekeeping delle Nazioni Unite

Un'operazione di mantenimento della pace o peacekeeping, come definito dalle Nazioni Unite, è "un modo per aiutare i Paesi lacerati da conflitti a creare le condizioni per una pace sostenibile". I peacekeeper devono monitorare e osservare i processi di pace nelle aree di post-conflitto e di aiutare gli ex combattenti a eseguire gli accordi di pace firmati. Tale assistenza si presenta in molte forme, tra cui le misure per alimentare la fiducia reciproca, accordi di condivisione del potere, il sostegno elettorale, il rafforzamento dello stato di diritto e lo sviluppo economico e sociale. Di conseguenza i peacekeeper dell'ONU (spesso denominati Caschi Blu a causa del colore dei loro elmetti) possono includere soldati, funzionari di polizia civile e altro personale civile.
La Carta delle Nazioni Unite conferisce al Consiglio di sicurezza delle Nazioni Unite il potere e la responsabilità di azioni collettive per mantenere la pace e la sicurezza internazionali. Per questo motivo, la comunità internazionale si rivolge di solito al Consiglio di sicurezza per autorizzare operazioni di peacekeeping, siccome tutte le missioni di peacekeeping delle Nazioni Unite devono essere autorizzate dal Consiglio di sicurezza.
La maggior parte di queste operazioni sono stabilite e attuate dalle Nazioni Unite con le truppe in servizio al comando operativo delle Nazioni Unite. In questi casi, i peacekeeper rimangono membri delle rispettive forze armate, e non costituiscono un "esercito delle Nazioni Unite", visto che le Nazioni Unite non hanno una forza di questo tipo. Nei casi in cui il coinvolgimento diretto delle Nazioni Unite non è considerato appropriato o fattibile, il Consiglio autorizza le organizzazioni regionali quali la NATO, la Comunità economica degli Stati dell'Africa occidentale, o coalizioni di Paesi disposti a intraprendere missioni di mantenimento o imposizione della pace.
Le Nazioni Unite non sono l'unica organizzazione ad avere autorizzato missioni di peacekeeping, anche se alcuni sostengono che è l'unico gruppo legalmente autorizzati a farlo. Non comprendono le forze di mantenimento della pace delle Nazioni Unite la missione della NATO in Kosovo e la Forza multinazionale e di osservatori sulla Penisola del Sinai.

### La pace e lo sviluppo economico

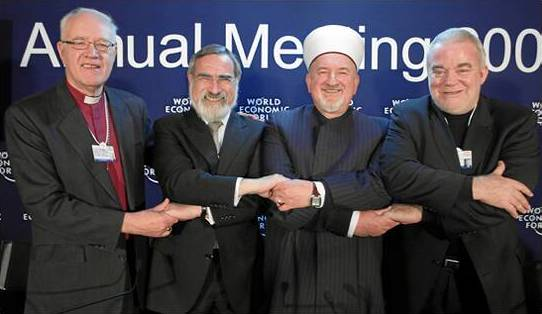
Leader religiosi riuniti durante un incontro annuale sull'economia mondiale (2009)

Tutte le missioni di pace, sia militari sia civili, messe in cantiere negli ultimi decenni dalle maggiori organizzazioni intergovernative pongono l'accento sul tema dello sviluppo in quanto mezzo per superare le discordie politiche.
Lo sviluppo di un territorio, dal punto di vista teorico, è inteso come il miglioramento della capacità autonoma del territorio stesso di dare soluzioni ai problemi esistenti e di produrre ricchezza sufficiente ai bisogni di tutti coloro che vi abitano.
Dal punto di vista pratico sviluppare un territorio significa migliorare la possibilità di uso del territorio stesso da parte degli uomini in termini di:
- drenaggio, irrigazione, fertilizzazione del suolo;
- gestione del territorio in termini di rischio idrogeologico;
- riforestazione e protezione delle risorse ambientali;
- costruzione di vie di comunicazione;
- costruzione di infrastrutture necessarie alla vita umana, dal pozzo all'ospedale.

Si assume che i conflitti tra gruppi umani sono spesso radicati nella povertà relativa di un gruppo rispetto a un altro. Laddove tutti possano raggiungere un adeguato livello di sviluppo, essendo in capacità di far fronte autonomamente ai propri bisogni, si eliminano alla base le ragioni di molti conflitti.

## La pace e l'arte

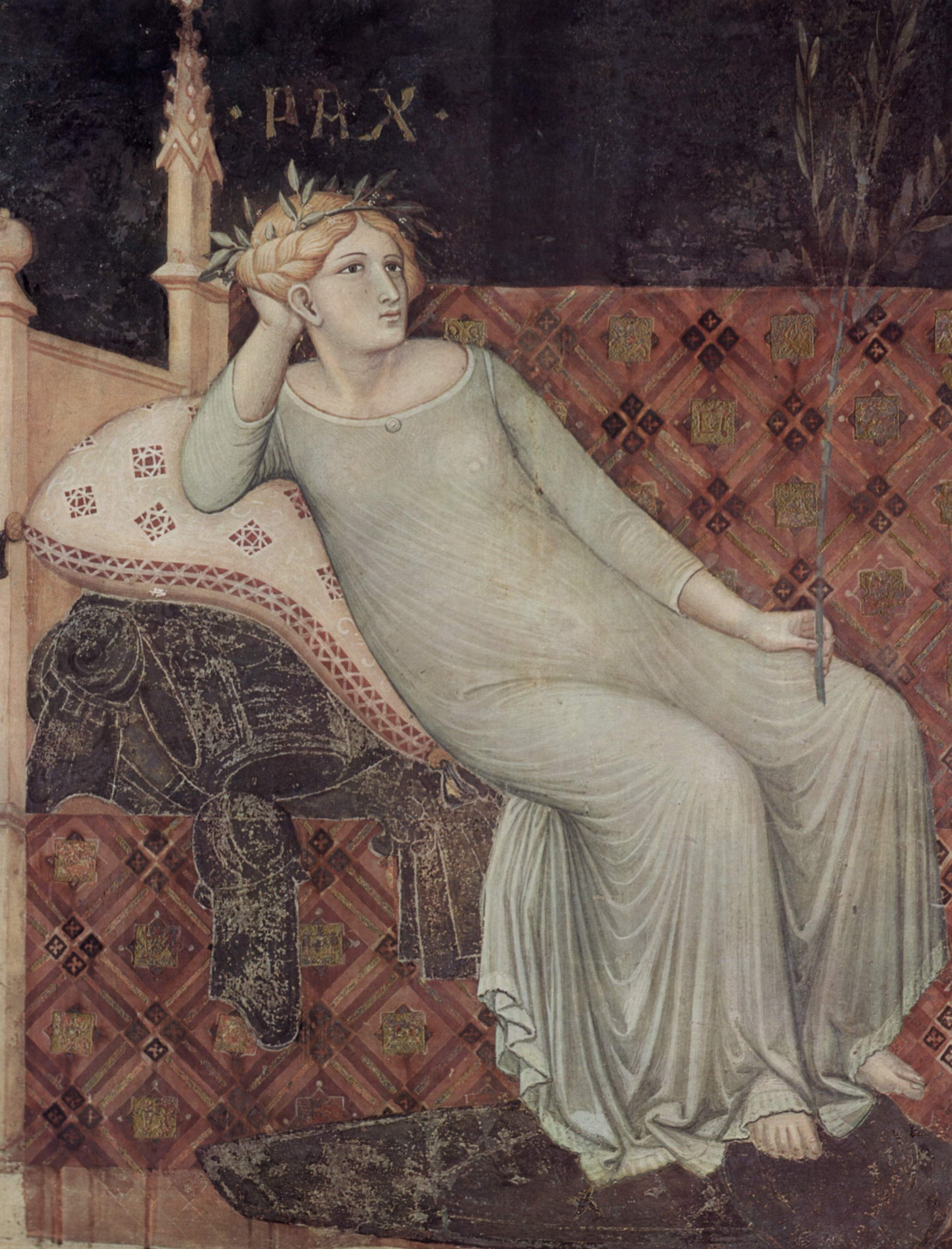
Personificazione della Pace, Ambrogio Lorenzetti, Allegoria del Buon Governo, 1337-1340, Palazzo Pubblico, Siena

Minerva protegge la Pace da Marte (Pace e Guerra) è un dipinto di Peter Paul Rubens. Esso attraverso la mitologia classica, rappresenta la pace che porta con sé felicità e prosperità, e va quindi protetta dalla guerra attraverso le arti.

## Nazioni prive di esercito
La Costa Rica è uno Stato del tutto privo di esercito e le sole unità in divisa fanno parte delle varie attività di polizia, comprese quelle antidroga.
Al contrario di quanto affermato da Michael Crichton nei suoi libri, la Costa Rica non possiede nessuna "Guardia Nazionale" tantomeno dotata di gas nervino.

## Università
Nel 2024, in collaborazione con 36 atenei, l'Università degli Studi di Roma "La Sapienza" ha attivato il primo "Dottorato per la pace" al mondo.